# 金沢イボンヌ
金沢 イボンヌ （かなざわ イボンヌ、米国での旧姓のフルネーム: Yvonne Kanazawa Scott、婚姻後の氏名: Yvonne Wade、 1974年11月19日 - ）は、日本の元陸上競技選手で、現在は陸上コーチ。

## 人物
100メートルハードルで13秒00の元日本記録保持者。元400メートルリレー走日本記録保持者。
東京都新宿区出身。母親は日本人、父親はジャマイカ系アメリカ人である。2歳の時にアメリカ移住。高校から陸上を始める。
1992年、コロラド大学に入学。1995年、東京陸協所属に登録し、日本国内の大会に出場。1996年、日本選手権兼五輪選考会で日本記録で優勝し、アトランタ五輪への出場権を獲得。その後、1996年から2000年まで日本記録を5回更新、1995年から日本陸上競技選手権大会を6連覇するなど活躍。
2000年、シドニー五輪に出場。2004年、アテネ五輪の選考会で代表落ち。2005年に現役を引退。
その後、ロングビーチ大学の短距離コーチに就任。2007年、ネバダ州立ラスベガス大学の陸上部の監督に就任、日本人として初めてアメリカの大学で陸上部監督となった。
元ハードル選手で現在陸上コーチのラリー・ウェイドは、夫。

## 略歴
- 1996年、アトランタオリンピック出場。1次予選5位
- 1997年、釜山・東アジア大会出場。金メダル獲得
- 1997年、世界陸上アテネ大会出場。予選6位
- 1998年、バンコクアジア競技大会出場。5位入賞
- 1999年、世界陸上セビリア大会出場。2次予選8位
- 2000年、シドニーオリンピック出場。準決勝8位
- 2002年、コロンボアジア選手権出場。金メダル獲得
- 2003年、世界陸上パリ大会出場
- 2004年、アテネオリンピック代表選考に落選